# Соттиль, Риккардо
Рикка́рдо Сотти́ль (итал. Riccardo Sottil; род. 3 июня 1999, Бергамо, Ломбардия) — итальянский футболист, вингер клуба «Фиорентина», выступающий на правах аренды за клуб «Лечче».

## Клубная карьера
Соттиль — воспитанник клубов «Дженоа», «Торино» и «Фиорентина». 19 сентября 2018 года в матче против «Сампдории» он дебютировал в итальянской Серии A. В начале 2019 года для получения игровой практики Соттиль на правах аренды перешёл в «Пескару». 18 февраля в матче против «Кротоне» он дебютировал в Серии B. 27 апреля в поединке против «Эллас Верона» Рикардо забил свой первый гол за «Пескару». По окончании аренды Соттиль вернулся в «Фиорентину».